# Salvatore Valenti

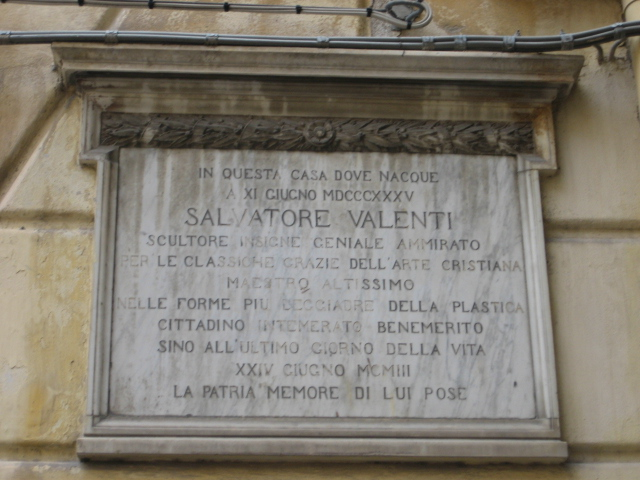
Geburtshaus Salvatore Valentis in der Albergheria.

Salvatore Valenti (* 11. Juni 1835 in Palermo; † 24. Juni 1903 ebenda) war ein italienischer Bildhauer auf Sizilien.

## Leben
Ausgebildet wurde Valenti in der Werkstatt seines Vaters Giuseppe, eines Holzbildhauers, der in Palermo für die verschiedene Kirchen tätig war.
Schon frühzeitig spezialisierte sich Salvatore Valenti auf den Werkstoff  Marmor für seine polychromen Altäre und Wandverkleidungen. 1857 schuf er Dekorelemente für den Ignatiusaltar in der Casa Professa. Daneben gestaltete er reich dekorierte Holzdecken für Paläste und entwarf in Zusammenarbeit mit Salvatore Coco unterschiedliche Möbel und dekorierte Kirchen mit Stuck.
Er führte die Terrakotta-Industrie in Palermo ein, gründete 1868 die „Scuola municipale di plastica“ und 1886 leitete er das dortige „Istituto di belle arti“.
1878 wurde Valenti mit der Gestaltung des Italienischen Pavillons auf der Pariser Weltausstellung betraut.  Seine plastischen Arbeiten nähern sich den klassischen Vorbildern der Renaissance-Bildhauerei.
Sein bekanntestes Werk ist die Gestaltung des Musikpavillons (palchetto della musica)  auf der Piazza Castelnuovo.
In der Via Valenti von Palermo befindet sich eine Gedenktafel für den Künstler.
Sein Sohn, der Bildhauer Giuseppe Valenti schuf Skulpturen für Kirchen in Palermo, Grabdenkmäler und das Denkmal der Königin Victoria von England in Valletta auf Malta.
Einer seiner Schüler war Mario Rutelli.

## Werke in Palermo
- San Giuseppe dei Teatini: Stuckdekoration mehrere Zwergkuppeln mit Girlanden und Putten
- Sant’Ignazio all’Olivella: Dekoration des Altars mit polychromem Marmor (1857)
- Palazzo Alù: Entwurf der Holzdecke
- San Francesco d’Assisi: Marmoraltar in der Cappella dell’Immacolata
- Villa Malfitana Whitaker: Holzdekoration der Innenräume
- Palazzo Mirto: Entwurf des Mobiliars (mit Salvatore Coco)
- Musikpavillon an der Piazza Castelnuova: Plastische Gestaltung (1874–1875)
- Teatro Massimo: Stuckdekoration des Autitoriums